# Meisterzwang
Unter Meisterzwang bzw. Meisterpflicht versteht man eine gesetzliche Regelung in Deutschland (§ 1 Abs. 1 in Verbindung mit § 7 Handwerksordnung (HwO)), Österreich, Luxemburg und Südtirol (deutschsprachiger Teil Italiens), die es nur Handwerksmeistern und Gleichgestellten erlaubt, (bestimmte) handwerkliche Betriebe zu führen oder Lehrlinge auszubilden. Der Erwerb des Meisterbriefes dauert in der Regel nebenberuflich zwei bis drei Jahre, in Vollzeit vier Monate bis zwei Jahre.
In der Schweiz bestand nie eine Meisterpflicht. Im Südtirol wurde der Meisterzwang 1987 vom italienischen Verfassungsgericht aufgehoben.

## Der Begriff Meisterzwang
Der Begriff Meisterzwang ist umstritten und wird von Gegnern der Regelung verwendet. Eher neutral sind die Begriffe Meisterpflicht oder Großer Befähigungsnachweis.
Der Begriff „Meisterzwang“ wird teils auch in Urteilen und Entscheidungen bis hin zum Bundesverfassungsgericht verwendet.

## Bedeutung und Diskussionen
Das Handwerk, der Handwerksmeister und die handwerkliche Berufsausbildung genießen ein hohes Ansehen und haben auch im Ausland Vorbildwirkung.
Regelmäßig kommt es aber trotzdem zu Diskussionen um die Meisterpflicht – insbesondere in Deutschland. Die Vereinfachung zahlreicher Produktionsmethoden, der Einsatz leicht benutzbarer vorkonfektionierter Produkte sowie Zunahmen bei Arbeitslosigkeit und Schwarzarbeit lösten eine Diskussion über den Sinn der bestehenden Handwerksordnung aus.
Gegner des Meisterzwanges argumentieren, dass der Markt unnötig eingeschränkt wird, Versorgungsengpässe auftreten und die Gründung besonders effizient arbeitender Spezialbetriebe verhindert wird. Besonders Migranten und Frauen werden durch die Meisterpflicht benachteiligt.
Die Befürworter verweisen auf die hohen Anforderungen an handwerkliche Berufe – insbesondere im Hinblick auf den Verbraucherschutz –, die nur durch eine entsprechende Ausbildung sichergestellt werden könnten.

## Geschichtliche Entwicklung in Deutschland
Verschiedene Motive führten zu unterschiedlichen Regelungen:

### Beschränkung beim Marktzugang
Marktzugangsbeschränkungen gab es im Handwerk seit dem Mittelalter. Dazu zählten sowohl die zahlenmäßige Begrenzung der Meisterstellen in einer Stadt, die eine Zunahme an Meisterbetrieben verhinderte, als auch das Verbot für bestimmte Gruppen (z. B. Juden, Frauen), Handwerksberufe auszuüben.

### Gewerbefreiheit
Durch die Stein-Hardenbergschen Reformen wurde der Meisterzwang in Preußen 1810 aufgehoben. Regional und zeitlich wurden die Marktzugangsbeschränkungen im Laufe des neunzehnten Jahrhunderts sehr unterschiedlich umgesetzt. Nach der Verkündung der Gewerbeordnung des Norddeutschen Bundes 1869 wurde die Gewerbefreiheit im Handwerk flächendeckend umgesetzt.

### Voraussetzung für Ausbildung
1897 wurde der Meistertitel wieder eingeführt und ab 1908 der Meisterbrief von denjenigen verlangt, die Lehrlinge ausbilden wollten. Die Handwerkerschutzgesetzgebung wurde zur Grundlage des Berufsbildungssystems.

### Herrschaftselement
Die Handwerkerschutzgesetzgebung war ein Element der so genannten Sammlungspolitik, die sich gegen die erstarkende sozialdemokratische Arbeiterbewegung richtete. „Als umfassende gesellschaftspolitische Integrationsstrategie war diese vom Bündnis zwischen Großgrundbesitzern und Schwerindustriellen getragene Politik berufsständisch und gegen jede Art der proletarischen Interessenbündelung gerichtet, wie sie in der freigewerkschaftlich bzw. parteipolitisch in der Sozialdemokratie organisierten Arbeiterbewegung zum Tragen kam.“ Die Historiker sprechen vom „Mittelstandsprotektionismus als Integrationsstrategie“.

### Voraussetzung für Selbständigkeit
1935 wurde der Meisterbrief als Voraussetzung zur Selbständigkeit in Deutschland im Handwerk wieder eingeführt. Dies entsprach den neoständischen gesellschaftspolitischen Vorstellungen im Dritten Reich.

### Gewerbefreiheit II
Nach dem Zweiten Weltkrieg wurde zumindest in der amerikanisch besetzten Zone die Gewerbefreiheit auch im Handwerk erneut eingeführt.

### Handwerksordnung 1953
1953 wurde das Gesetz zur Ordnung des Handwerks erlassen, nach dem grundsätzlich ein Meisterbrief zur selbständigen Ausübung des Handwerks verlangt wurde. Das 1953 wieder-erlassene Gesetz war weitestgehend textgleich zu der Gesetzestextfassung aus dem Jahr 1935.

### Reduktion der Meister-Gewerke
Im Jahr 2004 wurde die Zahl der Handwerke, in denen ein Meisterzwang besteht, deutlich reduziert.

## Volkswirtschaftliche Diskussion
Der Meisterzwang stellt eine Marktzugangshürde dar. Innerhalb von marktwirtschaftlich orientierten Wirtschaftssystemen lassen sich Marktzugangshürden mit einer asymmetrischen Informationsverteilung rechtfertigen – so argumentieren die Befürworter der Marktzugangsbeschränkung. Weil die Kunden die Qualität der handwerklichen Leistungen nicht oder nicht direkt beurteilen können, hätten sie Vorteile, wenn sie sich auf die Qualifikation der Anbieter verlassen könnten.
Die Kritiker bezweifeln, dass tatsächlich eine asymmetrische Informationsverteilung vorliegt. Sie machen dagegen geltend, dass wegen der Marktzugangsbeschränkung durch den Meisterzwang weniger Wettbewerb bestehe und deswegen die Marktteilnehmer mit höheren Preisen eine Monopolrendite erzielen könnten. Auch bestände für die Marktteilnehmer ein geringerer Anreiz, hohe Qualität zu liefern und durch Innovation Wettbewerbsvorteile zu erzielen.
Ein verminderter Wettbewerb wird von den Befürwortern des Meisterzwangs bestritten. Sie argumentieren, es gäbe eine erhebliche „Meisterreserve“ von nicht selbständigen Meistern, die auf günstige Gelegenheiten für einen Markteintritt warten. Außerdem würden auch Ingenieure und Handwerker aus anderen EU-Ländern auf dem Handwerksmarkt als Konkurrenten auftreten. Indem Handwerker/Ingenieure aus europäischen Ländern sich auf deren jeweilige nationale Gesetzgebung (Marktzugangsvoraussetzungen) berufen können bei ihrer, gegebenenfalls auch nur vorübergehenden, Tätigkeit in Deutschland werden inländische Handwerker ohne Meisterbrief im Falle selbständiger Tätigkeit regelmäßig gegenüber diesen Konkurrenten diskriminiert.
Immer wieder befassen sich wissenschaftliche Studien und Berichte mit den Marktzugangsbeschränkungen im Handwerk. Insbesondere in den Stellungnahmen von Wissenschaft und Verbänden zur Handwerksrechtsnovelle 2004 fanden sich Argumentationen für und gegen den Meisterzwang. Die Monopolkommission der Bundesregierung hat sich mehrfach mit dem Meisterzwang auseinandergesetzt und sprach sich für seine Abschaffung aus. Das Rheinisch-Westfälische Institut für Wirtschaftsforschung argumentierte hingegen, dass ein wesentlicher Wettbewerbsgarant im Handwerk die potentielle Konkurrenz der „Meisterreserve“ sei und der Große Befähigungsnachweis diesen Wettbewerb verschärfe.
Eine Studie auf Basis des Mikrozensus zeigte, dass durch die Novelle die Wahrscheinlichkeit, einen Handwerksbetrieb zu gründen, nahezu verdoppelt wurde, während die Wahrscheinlichkeit einen Handwerksbetrieb aufzugeben konstant geblieben ist. Insgesamt hat die Novelle von 2004 die Zahl der selbstständigen Handwerker also erhöht. Die Studie zeigte weiterhin, dass die Zuwächse hauptsächlich von männlichen, geringqualifizierten Handwerkern stammen.

## Verfassungsrechtliche Diskussion
Die Beschränkung von Grundrechten durch den Meisterzwang wird seit der Handwerksnovelle 2004 mit dem „Schutz vor Gefahren für Gesundheit oder Leben von Dritten“ sowie der Ausbildungsleistung des Handwerks begründet (vorher sollte durch die Regelung der Leistungsstand und der Leistungsfähigkeit des Handwerks erhalten und der Nachwuchs für die gesamte gewerbliche Wirtschaft gesichert werden).
Handwerker ohne Meisterbrief berufen sich demgegenüber auf ihr Grundrecht auf freie Berufsausübung (zu diesem Grundrecht gehört nicht nur die Wahl eines Berufes, sondern auch die Wahl, ob dieser selbstständig oder in abhängiger Beschäftigung ausgeübt werden soll). Der Meisterzwang wird als unverhältnismäßig schwerer Eingriff in dieses Grundrecht angesehen, weil das Ziel der Gefahrenabwehr mit weniger belastenden Mitteln erreicht werden könne. So könnten Berufszulassungsbeschränkungen statt auf ganze Handwerke nur für einzelne gefahrengeneigte Tätigkeiten eingeführt werden. Auch dürfte nur der Nachweis von Kenntnissen und Fähigkeiten verlangt werden, die für die Abwehr von Gefahren relevant sind – nicht aber kaufmännische oder arbeitspädagogische Kenntnisse (Teile 3 und 4 der Meisterprüfung). Auch der Vergleich mit anderen Staaten zeige, dass Marktzugangsbeschränkungen im Handwerk zur Gefahrenabwehr nicht erforderlich seien. Dass die Ausbildungsleistung des Handwerks eine Marktzugangsbeschränkung noch rechtfertigen könnte (wie es das Bundesverfassungsgericht 1961 akzeptiert hat), wird heute von mehreren Autoren bestritten.
Weiter wird vorgebracht, dass die Regelung den Gleichheitsgrundsatz verletze. Zum einen durch eine ungleiche Behandlung von Bewerbern aus anderen EU/EWR-Staaten (Inländerdiskriminierung) und zum anderen aufgrund von Ausnahmebestimmungen, die die selbständige Ausübung von Handwerkstätigkeiten ohne eine nachgewiesene Qualifikation erlauben (beispielsweise unerheblicher handwerklicher Nebenbetrieb nach § 3 Abs. 2 HwO).
Die Handwerksordnung enthält an unterschiedlichen Stellen unbestimmte Rechtsbegriffe. Einer ist der Begriff wesentliche Tätigkeiten in § 1 Abs. 2 HwO. Auch die nicht abschließende Aufzählung, wann Tätigkeiten nicht wesentlich sind (§ 1 Abs. 2 Nr. 1–3 HwO) ändert nach Ansicht von Kritikern an der Unbestimmtheit nichts. Dies führe dazu, dass für Normadressaten nicht abschätzbar sei, welche einzelnen Tätigkeiten als wesentlich im Sinne von § 1 Abs. 2 HwO angesehen werden, für die dann eine Eintragung in die Handwerksrolle und damit ein Qualifikationsnachweis gefordert werde. Hierin wird ein Verstoß gegen das Bestimmtheitsgebot gesehen.
Das Bundesverfassungsgericht billigt allerdings dem Gesetzgeber einen großen Beurteilungsspielraum bei der Gestaltung der Rahmenbedingungen für das Handwerk zu.
In einer Entscheidung vom Dezember 2005 hat das deutsche Verfassungsgericht „Zweifel an der Verfassungsmäßigkeit der Regelungen der alten Handwerksordnung zum Meisterzwang“ geäußert, aber den Fall gelöst, ohne über seine Zweifel – oder gar über den Meisterzwang in der aktuellen Fassung – zu entscheiden.
Mit der Handwerksrechtsnovelle 2004 wurde die Meisterpflicht für 53 Handwerke aufgehoben, die nun in der Anlage B zur Handwerksordnung aufgelistet sind.
Verbraucherschutz und Qualitätssicherung
Die Befürworter der Marktzugangsbeschränkung heben die Bedeutung der Beschränkung für den Verbraucherschutz hervor. Aufgrund der nachgewiesenen Qualifikation der Betriebsleiter könnten die Verbraucher auf die Qualität der Produkte und Dienstleistungen vertrauen.
In der Gegenposition wird vorgebracht, dass eine Qualitätssicherung durch andere Gesetze wie etwa das Produkthaftungsgesetz oder die Vergabe- und Vertragsordnung für Bauleistungen (VOB) sowie durch das Haftungsrecht sichergestellt würde. Auch würde die Gesellenausbildung ausreichen, um qualitativ hochwertige Qualität zu liefern.

## 2020 Meisterzwang für zwölf zusätzliche Handwerke
Nach der Herausnahme einer größeren Zahl von Handwerken aus dem großen Befähigungsnachweis kam es aufgrund negativer Erfahrungen zu einer Diskussion um die Wiederaufnahme. Im Koalitionsvertrag von CDU, CSU und SPD vom 7. Februar 2018 wurde festgelegt, zu prüfen, wie die Meisterpflicht für einige Handwerke europarechtskonform wieder eingeführt werden kann. Ein vom Zentralverband des Deutschen Handwerks in Auftrag gegebenes Gutachten kam zu dem Schluss, dass die Wiedereinführung für einige Handwerke mit Europa- und Verfassungsrecht vereinbar ist. Teilweise wird eine solche Vereinbarkeit jedoch bezweifelt und es wird die Gefahr gesehen, dass die Wiedereinführung der Meisterpflicht diese als ganzes zu Fall bringen könnte.
Im Februar 2019 befürwortete der Bundesrat eine Wiedereinführung der Meisterpflicht für alle Handwerksberufe, bei denen das fachlich geboten und europarechtlich möglich ist. Die große Koalition nahm darauf Beratungen auf. Für Oktober 2019 wurde eine entsprechende gesetzliche Regelung angekündigt und schließlich am 9. Oktober von der Bundesregierung beschlossen. Am 12. Dezember 2019 verabschiedete der Bundestag Änderungen der Handwerksordnung, die für folgende zwölf Gewerke wieder die Meisterpflicht einführen und am 14. Februar 2020 in Kraft traten:
1. Fliesen-, Platten- und Mosaikleger
2. Betonstein- und Terrazzohersteller
3. Estrichleger
4. Behälter- und Apparatebauer
5. Parkettleger
6. Rollladen- und Sonnenschutztechniker
7. Drechsler und Holzspielzeugmacher
8. Böttcher, auch Fassbinder oder Küfer genannt
9. Glasveredler
10. Schilder- und Lichtreklamehersteller
11. Raumausstatter
12. Orgel- und Harmoniumbauer.[23]

In der Zeit vom 1. Januar 2004 bis zum 13. Februar 2020 in diesen Gewerken gegründete Unternehmen genießen Bestandsschutz, dürfen also weiter betrieben werden.

## Ausnahmen
Die Eintragung in die Handwerksrolle und damit die selbständige Ausübung eines Handwerks ist außer aufgrund des Meisterbriefs auch aufgrund einer Ausnahmebewilligung (§§ 8 oder 9 HwO) oder einer Altgesellenregelung (Ausübungsberechtigung nach § 7b HwO) möglich. Weiter haben Industriemeister, Staatlich geprüfte Techniker und Hochschulabsolventen (der entsprechenden Fachrichtungen) die Möglichkeit, selbständig ein Handwerk im stehenden Gewerbe auszuüben.
Ohne die Beschränkungen des Meisterzwangs dürfen nichtwesentliche Tätigkeiten (im Sinne von § 1 Abs. 2 HwO) ausgeführt werden – insbesondere Tätigkeiten, die in einem Zeitraum von bis zu drei Monaten erlernt werden können. Im Reisegewerbe sowie im unerheblichen handwerklichen Nebenbetrieb dürfen auch wesentliche Tätigkeiten ohne Eintragung in die Handwerksrolle, das heißt ohne Meisterbrief, ausgeführt werden.

## Aktuelle Liste der meisterpflichtigen Handwerksberufe
Stand: 14. Februar 2020
1. Augenoptiker
2. Bäcker
3. Behälter- und Apparatebauer
4. Betonstein- und Terrazzohersteller
5. Boots- und Schiffbauer
6. Böttcher
7. Büchsenmacher
8. Brunnenbauer
9. Chirurgiemechaniker
10. Dachdecker
11. Drechsler und Holzspielzeugmacher
12. Elektromaschinenbauer
13. Elektrotechniker
14. Estrichleger
15. Feinwerkmechaniker
16. Fleischer
17. Fliesen-, Platten- und Mosaikleger
18. Friseur
19. Gerüstbauer
20. Glasbläser und Glasapparatebauer
21. Glaser
22. Glasveredler
23. Hörgeräteakustiker
24. Installateur und Heizungsbauer
25. Informationstechniker
26. Kälteanlagenbauer bzw. Mechatroniker für Kältetechnik
27. Karosserie- und Fahrzeugbauer
28. Klempner
29. Konditor
30. Landmaschinenmechaniker
31. Kfz-Mechatroniker
32. Maler und Lackierer
33. Maurer und Betonbauer
34. Metallbauer
35. Ofen- und Luftheizungsbauer
36. Orgel- und Harmoniumbauer
37. Orthopädieschuhmacher
38. Orthopädietechniker
39. Parkettleger
40. Raumausstatter
41. Rollladen- und Sonnenschutztechniker
42. Schilder- und Lichtreklamehersteller
43. Schornsteinfeger
44. Seiler
45. Steinmetz und Steinbildhauer
46. Straßenbauer
47. Stuckateur
48. Tischler
49. Vulkaniseur und Reifenmechaniker
50. Wärme-, Kälte- und Schallschutzisolierer
51. Zahntechniker
52. Zimmerer
53. Zweiradmechaniker